# Мавританский конституционный референдум (2017)

Вариант национального флага, предложенный президентом страны и принятый по итогам референдума.

5 августа 2017 года в Мавритании состоялся конституционный референдум, который сначала был запланирован на 15 июля. Предложенные поправки к конституции предусматривают отмену некоторых государственных органов власти, а также изменение национального флага и гимна. Оба предложения нашли поддержку 86 % избирателей при явке  53,73 % и вступили в силу 15 августа.

## Ход событий

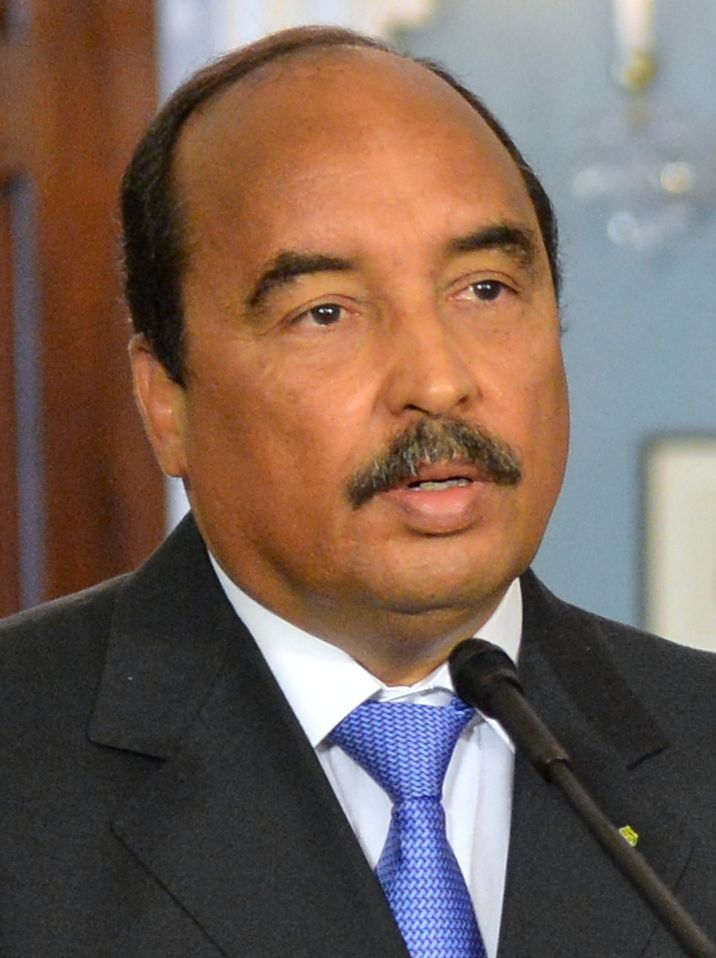
Президент Мавритании Мохамед Ульд Абдель-Азиз.

С инициативой о внесении поправок в конституцию выступил действующий глава государства 60-летний Мохамед Ульд Абдель-Азиз. Законопроект был одобрен 141 из 147 членов нижней палаты парламента. Однако, в Сенате изменения в конституцию не прошли: из 56 парламентариев 33 проголосовали против, в том числе 24 депутата от правящей партии «Союз Республики».
Не сумев провести конституционный проект через законодательный орган, президент призвал организовать в стране референдум. 21 апреля правительство страны назначило дату проведения народного волеизъявления на 15 июля. Однако, впоследствии референдум пришлось перенести на 5 августа, чтобы дать Национальной независимой избирательной комиссии время для обновления списка избирателей.
На конституционный референдум мавританские власти вынесли 2 вопроса. Первый пункт бюллетеня касался ликвидации Сената, который, по мнению президента, является «дорогим и нецелесообразным» для благополучия страны. Зато конституционные изменения предусматривают создание вместо него системы региональных советов, которые будут регламентировать поведение граждан и решать споры, руководствуясь законами шариата. Кроме того, три независимых института — Верховный суд, Высший совет ислама и должность национального омбудсмена — объединяются в один орган, который получил название «Высший Совет Фетвы». Новые изменения также предусматривают перевод экологического сектора к сфере деятельности социально-экономического совета.
Другим вопросом, вынесенным на референдум, стала смена флага. Зелёный флаг с горизонтально расположенным на нём полумесяцем и пятиконечной звездой жёлтого цвета был дополнен двумя красными линиями в знак признания и памяти «крови мучеников сопротивления», которые погибли в борьбе за независимость против французского колониализма в 1961 году. Изменения коснулись и национального гимна, который стал более «патриотичным».
Против референдума и его результатов выступила оппозиция. 15 и 18 июля оппоненты президента провели массовые демонстрации, однако полиция разогнала протестующих с помощью слезоточивого газа. Представители оппозиции назвали процедуру волеизъявления «незаконным маскарадом», а действия президента — «диктаторскими и отвратительными». По мнению оппозиционеров, глава государства пытается узурпировать власть и создать благоприятные условия для своего переизбрания на третий срок подряд. С заявлениями о бойкоте референдума выступил и бывший президент Мавритании Мохаммед Ульд Шейх Абдуллах, который призвал граждан страны противостоять «конституционному перевороту». Бюро ООН по правам человека призвало мавританское правительство принять все необходимые меры для обеспечения свободных, прозрачных и честных выборов.

## Результаты

### Конституционная реформа
| Да или Нет                    | Голоса    | %      |
| ----------------------------- | --------- | ------ |
| Да                            | 584,084   | 85.61  |
| Воздержались                  | 30,039    | 4.40   |
| Нет                           | 68,124    | 9.99   |
| Недействительные голоса       | 64,408    |        |
| В общем                       | 746,655   | 100.00 |
| Зарегистрированные избиратели | 1,389,092 | 53.75  |
| Источник: Al Akhbar           |           |        |

### Национальные символы
| Да или нет                    | Голоса    | %      |
| ----------------------------- | --------- | ------ |
| Да                            | 573,935   | 85.67  |
| Воздержались                  | 28,894    | 4.31   |
| Нет                           | 67,146    | 10.02  |
| Недействительные голоса       | 76,314    |        |
| В общем                       | 746,289   | 100.00 |
| Зарегистрированные избиратели | 1,389,092 | 53.72  |
| Источник: Al Akhbar           |           |        |

## Ссылка
1. ↑  В Мавритании отменят сенат и изменят флаг. УНН. Архивировано 26 августа 2017. Дата обращения: 21 августа 2017.
2. ↑  Mauritania votes to change constitution despite widespread protests Архивная копия от 5 августа 2017 на Wayback Machine The New Arab, 9 March 2017
3. ↑  Mauritania vows referendum to abolish Senate, change flag Архивная копия от 29 июня 2017 на Wayback Machine News 24, 23 March 2017
4. ↑  Mauritania Senate abolished in referendum. BBC News (англ.). 7 августа 2017. Архивировано 10 августа 2017. Дата обращения: 21 августа 2017.
5. ↑  https://www.facebook.com/max.bearak. Mauritania’s president bundles a patriotic flag change with abolishing the senate. Washington Post. Дата обращения: 21 августа 2017. Архивировано 21 августа 2017 года.
6. ↑  У Мавританії на референдумі проголосували за зміну прапору країни – Український Інтерес (укр.) (недоступная ссылка — история). uain.press. Дата обращения: 21 августа 2017.
7. ↑  Former Mauritania president slams ‘constitutional coup’. Anadolu Agency. Дата обращения: 21 августа 2017. Архивировано 5 августа 2017 года.
8. ↑  Mauritania votes on controversial constitutional reform. www.aljazeera.com. Дата обращения: 21 августа 2017. Архивировано 27 июня 2018 года.